# سيفيرين سيسيل أبيغا
سيفيرين سيسيل أبيغا (بالإنجليزية: Severin Cecile Abega)‏ (22 نوفمبر 1955 - 24 مارس 2008، ياوندي) مؤلف، عالم أنثروبولوجيا وباحث كاميروني.